# Museo della civiltà normanna
Il museo della civiltà normanna è un polo museale ubicato in Ariano Irpino (già Ariano di Puglia), città sede della prima contea normanna in terra italiana (attestata fin dal 1022) e prescelta poi da re Ruggero II per tenervi le celebri assise di Ariano del 1140.

## Sede
Il museo, fondato e gestito dal Centro europeo di studi normanni, era originariamente collocato in un'ala ristrutturata del castello normanno (situato nel circuito della villa comunale di Ariano Irpino), ma è stato successivamente trasferito nel palazzo Bevere-Gambacorta (ubicato nello stesso centro storico di Ariano Irpino) ove si consocia al Centro studi e museo delle armi in asta "Mario Troso". Tale nuova sede è stata inaugurata nel 2023 dal presidente del Centro europeo di studi normanni Ortensio Zecchino, alla presenza del sottosegretario di Stato al ministero della cultura Vittorio Sgarbi.

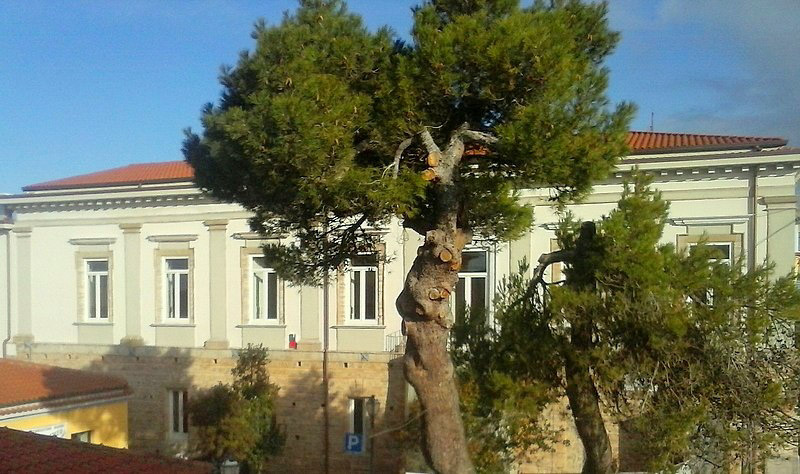
Palazzo Bevere-Gambacorta, sede del museo della civiltà normanna dal 2023.

## Collezioni
La prima sala è incentrata sulla cosiddetta "quadrisfera" multimediale, cui segue una stanza riservata alle proiezioni audiovisive. Due saloni sono dedicati alle principali figure storiche normanno-sveve (il re Ruggero II e l'imperatore Federico II), mentre in un apposito spazio è esposto un grande plastico della battaglia di Hastings del 1066 che ricostruisce lo svolgimento di un evento decisivo per la storia dei Normanni in Europa. Nella sala delle armi sono poi in mostra 250 esemplari autentici di molteplici tipologie di armi inastate di varia epoca. Tali armi sono catalogate secondo le famiglie tipologiche di appartenenza: alabarde, picche, corsesche, falcioni, lance, ronconi, brandistocchi, scuri, buttafuoco, alighieri, quadrelloni, forche, tridenti, spiedi. La sala accoglie inoltre alcuni esemplari di armi da taglio pre-romane e longobarde nonché un raro pilum romano. Si evidenziano inoltre una scure da decapitazione del XII secolo, un'armatura cinquecentesca autentica nonché un manichino che riproduce un fante normanno armato in dimensioni naturali.

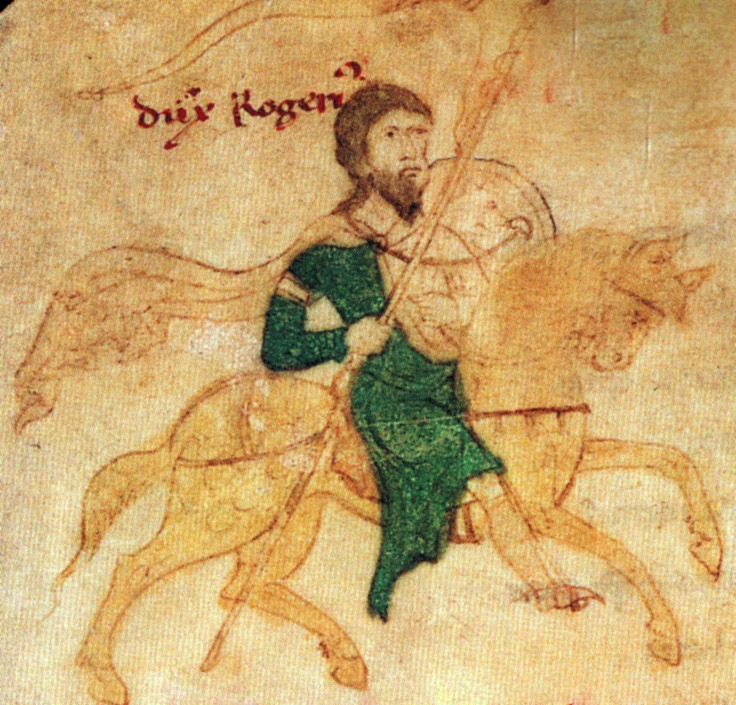
Re Ruggero II, il sovrano delle Assise di Ariano.

Oltre a pergamene, cinquecentine, incisioni e materiali lapidei, il museo custodisce un piatto argenteo di evangelario, mentre nella sezione numismatica vi è una cospicua raccolta di monete normanno-sveve nonché un fondo di altre monete medievali. Notevoli sono poi le riproduzioni, tra le quali spicca quella del mantello dell'incoronazione di Ruggero II a re di Sicilia. È infine consultabile un archivio digitalizzato di antiche fonti documentarie.